# Windmühle Dollbergen
Die Windmühle Dollbergen ist eine denkmalgeschützte ehemalige Windmühle in Dollbergen, einem Ortsteil von Uetze in der Region Hannover in Niedersachsen.

## Geschichte
In Dollbergen gab es bis 1903 keine Mühle. Die Bauern ließen ihr Getreide in der Wassermühle in Oelerse mahlen.

### Bockwindmühle
Der Müller Heinrich Voges errichtete im Jahr 1903 in Dollbergen eine Bockwindmühle Im Dubenthal. Die Mühle wurde aus wirtschaftlichen Gründen bereits vier Jahre später wieder abgebaut und für 1500 Mark nach Arpke verkauft. Dort wurde sie 1968 abgerissen. An den Standort in Arpke erinnert der Straßenname An der Bockmühle.

### Holländermühle
Der Müller Friedrich Sander zog 1909 nach Dollbergen. Er errichtete nördlich der Landstraße von Uetze nach Peine, etwas weiter östlich vom früheren Standort der Bockwindmühle, ein neues Fundament an der Bahnhofstraße. Darauf wurde eine alte Windmühle aus Ohlenrode im Landkreis Gandersheim transloziert. Die achteckige Galerieholländerwindmühle war um das Jahr 1870 wahrscheinlich von dem Mühlenbauer Burgdorff aus Hoheneggelsen konstruiert worden. Die Mühlenkappe trägt die Jahreszahl der Wiedererrichtung 1921.
Um das Jahr 1939 übernahm der Sohn des Müllers Sander die Mühle.
Sie wird in Datenbanken zuweilen unter dem Namen Mühle Sanders geführt.
Im Jahr 1951 zerstörte ein Blitz die Windmühlenflügel. Lediglich das Kreuz am vorderen Lagerbalken blieb erhalten.
Die Mühle wurde auf Motorantrieb umgebaut und noch bis 1962 genutzt.
Die 1921 auf freien Feld errichtete Mühle ist mittlerweile von Reihenhaussiedlungen umgeben.

## Denkmalschutz
Die Mühle hat städtebauliche Bedeutung durch ihren prägenden Einfluss auf das Straßenbild. Die Ausprägung ihrer Bauform ist beispielhaft. Zudem hat sie geschichtliche Bedeutung für die Orts- und Technikgeschichte. Daher steht sie unter Denkmalschutz.